# Dominic Fritz
Dominic Samuel Fritz (n. 28 decembrie 1983, Lörrach, Baden-Württemberg, RFG) este un cetățean german, și primar al municipiului Timișoara, candidând din partea Uniunii Salvați România (USR), cu susținerea adițională a Forumului Democrat al Germanilor din România (FDGR/DFDR), în cadrul alegerilor locale din 2020. A fost reales în 2024. Este membru al Uniunii Salvați România și este singurul primar din România care nu deține cetățenie română.
Înainte de a deveni primar al Timișoarei în 2020, Fritz a fost membru al partidului Alianța 90/Verzii (germană Bündnis 90/Die Grünen) între 2009 și 2019 și a fost consilier politic al fostului președinte german Horst Köhler, între 2016 și 2019. (Părinții lui Köhler au fost relocați în Germania nazistă din Rîșcani, nordul Basarabiei, actualmente în Republica Moldova.) Fritz este politolog de profesie. De asemenea, Dominic Fritz a activat în trecut ca dirijor și a studiat pianul și violoncelul din copilărie. Totodată, acesta este poliglot, vorbind, pe lângă germana sa nativă, limba română, limba engleză respectiv limba franceză.
De asemenea, Dominic Samuel Fritz este și președintele USR Timiș, iar în urma eșecului Elenei Lasconi la alegerile prezidențiale din 2025, a devenit președinte interimar al USR. La 13 iunie 2025 a fost ales președinte al USR.

## Viața personală
Dominic Fritz cântă la pian și violoncel, și a susținut concerte împreună cu diverse orchestre și ansambluri de muzică de cameră. A cântat, de asemenea, în coruri semiprofesioniste, a dirijat mai multe ansambluri, a compus muzică corală și a publicat două CD-uri cu compoziții proprii în Germania. În anul 2004, a înființat Timișoara Gospel Project, inițial un cor de muzică gospel format din copii instituționalizați, care, de-a lungul timpului, a crescut ca dimensiune și a susținut concerte alături de Filarmonica Banatul din Timișoara în scopuri caritabile. Din 2012 este președinte al Asociației Culturale TGP. Pentru implicarea sa în promovarea culturii, a primit diploma de excelență a municipiului Timișoara în anul 2014, din partea Primăriei Timișoara.
Din anul 2021, Dominic Fritz este căsătorit cu Yiran Lin, fost diplomat al ONU, de origine chineză. Cei doi locuiesc într-o casă din cartierul Elisabetin din Timișoara. Împreună au o fiică, Maya Luming.
Pe lângă limba maternă – limba germană, Dominic Fritz vorbește fluent limba română, limba engleză și limba franceză.
Este practicant al religiei romano-catolice.

## Tinerețea și activitatea social-caritabilă
Dominic Samuel Fritz s-a născut la 28 decembrie 1983 în Lörrach, landul Baden-Württemberg, în Republica Federală Germania. Ambii săi părinți au fost cadre didactice. A crescut în localitatea Görwihl, situată în Pădurea Neagră de Sud, fiind al treilea copil dintr-o familie cu opt frați și surori.
În anul 1999, la vârsta de 16 ani, a beneficiat de o bursă a Bundestagului care i-a oferit șansa de a petrece un an în Statele Unite ale Americii. A absolvit studiile liceale în 2003, obținând diploma Abitur la colegiul iezuit Kolleg St. Blasien.
Dominic Fritz a venit la Timișoara în anul 2003, la inițiativa preotului Berno Rupp. În acel an, a activat ca voluntar într-un azil pentru copii din cartierul Freidorf, administrat de ordinul salvatorienilor, unde s-a ocupat de orfani și copii ai străzii. După anul de voluntariat petrecut în România și-a început studiile universitare. Fritz a revenit la Timișoara cu regularitate, animând proiectul muzical Timișoara Gospel Project. În anul 2015 și-a achiziționat un apartament în cartierul Iosefin.

## Educație
Între 2004 și 2008, Dominic Fritz a urmat cursurile Universitații din Konstanz, absolvind cu o diplomă în Științe Politice și Administrative, beneficiind de o bursă a Fundației Germane pentru Burse Academice – Studienstiftung. Lucrarea sa de licență a avut ca temă politica socială din România.  În anul 2006, a efectuat un stagiu de practică de șapte luni la Fundația Pentru Voi, unde a inițiat primul program de mentorat pentru adulți cu dizabilități intelectuale din România.
În 2009, Fritz obține o diplomă de masterat în Studii de Post-Conflict de la Universitatea din York, Marea Britanie. Lucrează pentru trei ani, până în decembrie 2012, consilier la Agenția Germană pentru Cooperare Internațională (Gesellschaft für Internationale                      Zusammenarbeit, GIZ), departamentul de protecție socială.

## Cariera politică
Între 2009 și 2019, Dominic Fritz a fost membru al partidului german Alianța 90/Verzii (Bündnis 90/Die Grünen). În 2011, a fost ales asesor în cadrul filialei districtuale Frankfurt. În această perioadă, a contribuit la organizarea campaniilor electorale locale.
Între 2009 și 2012 a lucrat ca expert în cadrul Agenției Germane pentru Cooperare Internațională (GIZ), fiind implicat în proiecte de dezvoltare internațională și misiuni de menținere a păcii în Africa.
În perioada 2013–2019, Dominic Fritz a fost mai întâi consilier personal și, din 2016, șef de cabinet, responsabil cu planificarea strategică a activităților fostului președinte al Germaniei, Horst Köhler de la Uniunea Creștin-Democrată (CDU). Anterior, Horst Köhler fusese directorul Fondului Monetar Internațional (FMI) între 1 mai 2000 și 4 martie 2004 și președinte al Germaniei între 1 iulie 2004 și 31 mai 2010, când a demisionat într-un mod relativ controversat. Din 2016, Köhler a condus un grup special al Băncii Africane de Dezvoltare, împreună cu Kofi Annan, fost secretar general al Organizației Națiunilor Unite (ONU). Köhler a fost numit de secretarul general al ONU, António Guterres, ca trimis special pentru Sahara Occidentală din 2017 până în 2019, când s-a retras din motive de sănătate.
În contextul protestelor anti-corupție din România (2017–2019), Fritz s-a alăturat partidului Uniunea Salvați România (USR), care l-a desemnat candidat pentru Primăria Municipiului Timișoara. În acest scop, s-a mutat din Berlin la Timișoara în 2019. Candidatura sa a fost susținută și de Forumul Democrat al Germanilor din România (FDGR/DFDR).
La alegerile locale din 27 septembrie 2020, Dominic Fritz a fost ales primar al Timișoarei cu 53,25% din voturi, învingându-l pe Nicolae Robu, candidatul Partidul Național Liberal (PNL) și fost rector al Universității Politehnica Timișoara. Robu a refuzat o dezbatere electorală și, în cadrul unei campanii naționaliste, l-a numit pe Fritz „aventurier străin” care „vede România ca pe o vacă de muls”.
Învestirea oficială a fost amânată din cauza unor contestații în instanță depuse de susținători ai PNL, care invocau faptul că Fritz nu deține cetățenie română. Conform Legea nr. 115/2015, cetățenii UE care au reședință oficială în România au dreptul de a candida și a fi aleși în funcții publice locale. Contestațiile au fost respinse, iar Dominic Fritz a depus jurământul ca primar al Timișoarei pe 30 octombrie 2020, în Sala Capitol a Filarmonicii Banatul.
După invazia rusă în Ucraina din 2022, Fritz a contribuit la înființarea coaliției civice Timișoara pentru Ucraina, o inițiativă care reunește ONG-uri, comunități religioase, antreprenori locali și cetățeni pentru a sprijini refugiații și autoritățile din orașul înfrățit Cernăuți.
Susținător al mobilității urbane sustenabile, Fritz a atras fonduri europene prin PNRR pentru modernizarea transportului public din Timișoara. Proiectul, în valoare de 308 milioane lei, prevede achiziționarea a 30 de autobuze electrice, 8 troleibuze și 17 tramvaie.
În iulie 2021, a fost ales președinte al filialei județene USR Timiș, fiind unicul candidat.
Dominic Fritz s-a numărat printre liderii USR (alături de Ionuț Moșteanu) care, după ce un sondaj intern din aprilie arăta că președinta USR, Elena Lasconi, atingea doar 4,1 % în opțiunile electoratului, i-au cerut public să se retragă din cursă în favoarea lui Nicușor Dan la alegerile prezidențiale din 2025. 
Cei doi au susținut că o astfel de decizie ar consolida șansele USR în fața sondajelor și ar mobiliza electoratul împotriva marilor formațiuni, dar Lasconi a respins cererea, denunțând presiunea internă drept un „joc al sistemului”.
În cele din urmă, la propunerea lui Fritz, Biroul Național al USR a luat decizia ca partidul să susțină oficial candidatura independentă a lui Nicușor Dan, cel ce avea să și devină președintele României.

## La conducerea USR
În 5 mai 2025, Dominic Fritz a fost desemnat președinte interimar al USR, după demisia Elenei Lasconi funcție, interimat ce a durat până în 13 iunie 2025.
La data de 13 iunie 2025 acesta a fost ales președinte al USR cu 67,2% din voturi, aceasta însemnând că a fost ales din primul tur.

## Istoric electoral

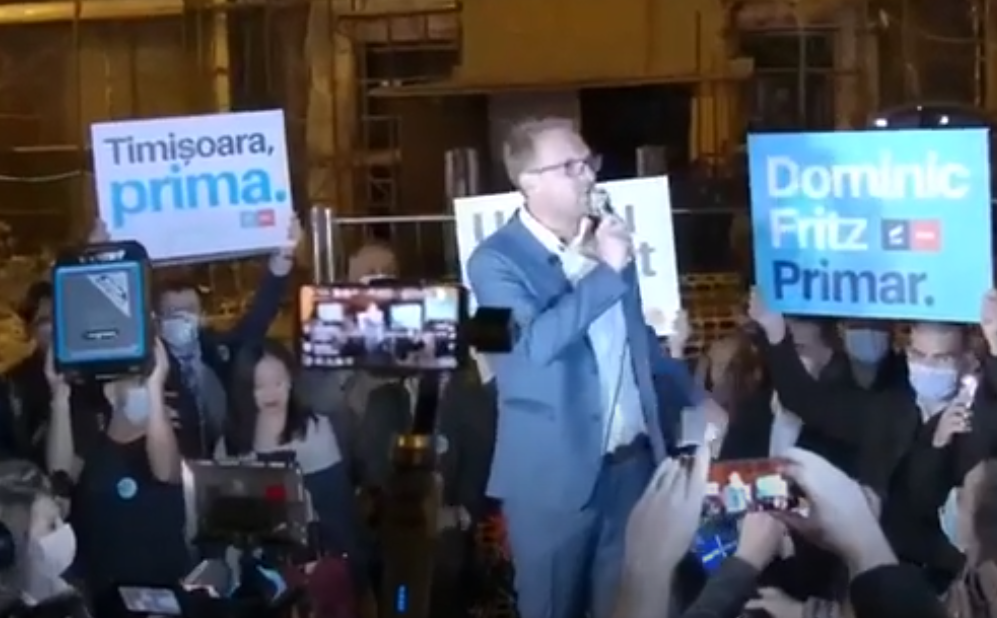
Dominic Fritz adresându-se timișorenilor în seara câștigării alegerilor locale din 2020 (i.e., 27 septembrie 2020) în Piața Victoriei.

### Primăria Timișoara
| Alegeri | Afiliere | Turul întâi | Turul întâi | Turul întâi |
| Alegeri | Afiliere | Voturi      | Procentaj   | Poziție     |
| ------- | --- | ----------- | ----------- | ----------- |
| 2020    | Alianța 2020 USR-PLUS și Forumul Democrat al Germanilor din România (FDGR/DFDR) | 49.191      | 53,25 / 100 | 1           |
| 2024    | Alianța Dreapta Unită (ADU; USR-PMP-FD) și Alianța Timișoara Unită, incluzând Partidul Liberal Timiș (PLT), Forumul Democrat al Germanilor din România (FDGR/DFDR), Uniunea Democrată Maghiară din România (UDMR/RMDSZ) respectiv Uniunea Bulgară din Banat-România (UBBR) | 53.070      | 49,7 / 100  | 1           |

## Legături externe
- Materiale media legate de Dominic Fritz la Wikimedia Commons
- De ce candidează un neamț la Primăria Timișoarei? - Dominic Fritz - VIDEO